# Erdbach
Erdbach ist ein Ortsteil der Gemeinde Breitscheid im mittelhessischen Lahn-Dill-Kreis, nahe der Grenze zu Rheinland-Pfalz.

## Geographie und Geologie
Erdbach liegt im erdgeschichtlich interessanten östlichen Teil des Westerwaldes nahe bei dessen höchstem Berg Fuchskaute (657,3 m ü. NHN).
In diesem Gebiet finden sich interessante Kalkvorkommen aus unterschiedlichsten geologischen Zeiträumen. Der „Erdbacher Kalk“ aus dem Unterkarbon gab einer Zeitstufe den Namen „Erdbachium“, der sich auch das Breitscheider Museum Erdbachium widmet. In einem System von Karsthöhlen (Erdbach-Höhlensystem) verschwindet der Erdbach und taucht nach 1½ Kilometern bei einem Steinbruch aus der Karstquelle Erdbachauslauf wieder ans Tageslicht. Die Gemeinde Breitscheid hat hier einen „Karst-Lehrpfad“ eingerichtet, über den auch die neue Schauhöhle Herbstlabyrinth zu erreichen ist.
Unweit des Steinbruchs wurde das Fossilien-Schutzgebiet „Homberg“ eingerichtet, das einigen Universitätsinstituten von Jena bis zum Rhein als Forschungsgebiet dient. Die ältere Kalkformation bei Breitscheid stammt von einem subtropischen Korallenriff aus der Zeit des Devon (Mitte des Paläozoikums vor 400 Millionen Jahren).

## Geschichte

### Ortsgeschichte
In den „Steinkammern“ des Rolsbachtals wurden 1884 Grabstätten aus der späten Hallstattzeit (um 550 v. Chr.) zutage gefördert. Eine spezielle Grabbeigabe nennt die Archäologie „Erdbacher Wendelhalsring“. In der Nähe vermutet man auch Wohnstätten von Neandertaler-Menschen, die allerdings noch der Entdeckung harren. Die „Steinkammern“ sind als Geotope Teil des Nationalen Geoparks Westerwald-Lahn-Taunus.
Die erste urkundliche Erwähnung Erdbachs erfolgte 1230 in einer Schenkungsurkunde des Grafen Heinrich von Nassau an den Deutschen Orden. In der gleichen Urkunde wurde auch Breitscheid erstmals erwähnt.
Hessische Gebietsreform (1970–1977)
Im Zuge der Gebietsreform in Hessen wurde zum 1. Januar 1977 die bis dahin selbstständige Gemeinde Erdbach durch das Gesetz zur Neugliederung des Dillkreises, der Landkreise Gießen und Wetzlar und der Stadt Gießen der Gemeinde Breitscheid angegliedert. Für Erdbach wurde ein Ortsbezirk  gebildet.

### Verwaltungsgeschichte im Überblick
Die folgende Liste zeigt die Staaten und Verwaltungseinheiten, denen Erdbach angehört(e):
- vor 1739: Heiliges Römisches Reich, Grafschaft/Fürstentum Nassau-Dillenburg, Amt Herborn, Burg Erdbach
- ab 1739: Heiliges Römisches Reich, Fürstentum Nassau-Diez, Amt Herborn, Burg Erdbach
- 1806–1813: Großherzogtum Berg,[Anm. 2] Département Sieg, Arrondissement Dillenburg, Kanton Herborn
- 1813–1815: Fürstentum Nassau-Oranien, Amt Herborn
- ab 1816: Herzogtum Nassau,[Anm. 3] Amt Herborn
- ab 1849: Herzogtum Nassau, Kreisamt Herborn[Anm. 4]
- ab 1854: Herzogtum Nassau, Amt Herborn
- ab 1867: Königreich Preußen,[Anm. 5] Provinz Hessen-Nassau, Regierungsbezirk Wiesbaden, Dillkreis[Anm. 6]
- ab 1871: Deutsches Reich, Königreich Preußen, Provinz Hessen-Nassau, Regierungsbezirk Wiesbaden, Dillkreis
- ab 1918: Deutsches Reich (Weimarer Republik), Freistaat Preußen, Provinz Hessen-Nassau, Regierungsbezirk Wiesbaden, Dillkreis
- ab 1932: Deutsches Reich, Freistaat Preußen, Provinz Hessen-Nassau, Regierungsbezirk Wiesbaden, Landkreis Dillenburg
- ab 1933: Deutsches Reich, Freistaat Preußen, Provinz Hessen-Nassau, Regierungsbezirk Wiesbaden, Dillkreis
- ab 1944: Deutsches Reich, Freistaat Preußen, Provinz Nassau, Dillkreis
- ab 1945: Amerikanische Besatzungszone,[Anm. 7] Groß-Hessen, Regierungsbezirk Wiesbaden, Dillkreis
- ab 1946: Amerikanische Besatzungszone, Hessen, Regierungsbezirk Wiesbaden, Dillkreis
- ab 1949: Bundesrepublik Deutschland, Hessen, Regierungsbezirk Wiesbaden, Dillkreis
- ab 1968: Bundesrepublik Deutschland, Hessen, Regierungsbezirk Darmstadt, Dillkreis
- ab 1977: Bundesrepublik Deutschland, Land Hessen, Regierungsbezirk Darmstadt, Lahn-Dill-Kreis, Gemeinde Breitscheid[Anm. 8]
- ab 1981: Bundesrepublik Deutschland, Hessen, Regierungsbezirk Gießen, Lahn-Dill-Kreis, Gemeinde Breitscheid

### Verkehrsgeschichte
Erdbach lag von 1906 bis 1980 an der Westerwaldquerbahn, die hier eine betriebliche Besonderheit aufwies: Wegen der zu überwindenden Steigung war der Bahnhof Erdbach zugleich eine Spitzkehre. Am 13. August 1973 kam es hier zu einem spektakulären Unfall: Durch den Eingriff Betriebsfremder im Bahnhof Mademühlen wurden 16 Güterwagen von einem Zug abgekuppelt und begannen im Gefälle bergabwärts zu rollen. Nach 15 km und Querung von 20 Bahnübergängen trafen sie auf den Prellbock des Bahnhofs Erdbach, überfuhren ihn und schlugen 50 Meter weiter in ein Wohnhaus ein, wo eine Frau ums Leben kam.

## Bevölkerung
Einwohnerstruktur 2011
Nach den Erhebungen des Zensus 2011 lebten am Stichtag dem 9. Mai 2011 in Erdbach 645 Einwohner. Darunter waren 9 (1,4 %) Ausländer. Nach dem Lebensalter waren 105 Einwohner unter 18 Jahren, 246 zwischen 18 und 49, 150 zwischen 50 und 64 und 144 Einwohner waren älter. Die Einwohner lebten in 267 Haushalten. Davon waren 54 Singlehaushalte, 81 Paare ohne Kinder und 111 Paare mit Kindern, sowie 15 Alleinerziehende und keine Wohngemeinschaften. In 57 Haushalten lebten ausschließlich Senioren und in 159 Haushaltungen lebten keine Senioren.
Einwohnerentwicklung
| Erdbach: Einwohnerzahlen von 1834 bis 2019 | Erdbach: Einwohnerzahlen von 1834 bis 2019 | Erdbach: Einwohnerzahlen von 1834 bis 2019 | Erdbach: Einwohnerzahlen von 1834 bis 2019 | Erdbach: Einwohnerzahlen von 1834 bis 2019 |
| --- | ------------------------------------------ | ------------------------------------------ | ------------------------------------------ | ------------------------------------------ |
| Jahr |                                            |                                            |                                            | Einwohner                                  |
| 1834 | 1834                                       |                                            | 200                                        | 200                                        |
| 1840 | 1840                                       |                                            | 206                                        | 206                                        |
| 1846 | 1846                                       |                                            | 207                                        | 207                                        |
| 1852 | 1852                                       |                                            | 228                                        | 228                                        |
| 1858 | 1858                                       |                                            | 204                                        | 204                                        |
| 1864 | 1864                                       |                                            | 226                                        | 226                                        |
| 1871 | 1871                                       |                                            | 207                                        | 207                                        |
| 1875 | 1875                                       |                                            | 229                                        | 229                                        |
| 1885 | 1885                                       |                                            | 251                                        | 251                                        |
| 1895 | 1895                                       |                                            | 249                                        | 249                                        |
| 1905 | 1905                                       |                                            | 280                                        | 280                                        |
| 1910 | 1910                                       |                                            | 376                                        | 376                                        |
| 1925 | 1925                                       |                                            | 432                                        | 432                                        |
| 1939 | 1939                                       |                                            | 470                                        | 470                                        |
| 1946 | 1946                                       |                                            | 598                                        | 598                                        |
| 1950 | 1950                                       |                                            | 597                                        | 597                                        |
| 1956 | 1956                                       |                                            | 548                                        | 548                                        |
| 1961 | 1961                                       |                                            | 526                                        | 526                                        |
| 1967 | 1967                                       |                                            | 597                                        | 597                                        |
| 1970 | 1970                                       |                                            | 594                                        | 594                                        |
| 1980 | 1980                                       |                                            | ?                                          | ?                                          |
| 1990 | 1990                                       |                                            | ?                                          | ?                                          |
| 2000 | 2000                                       |                                            | ?                                          | ?                                          |
| 2011 | 2011                                       |                                            | 645                                        | 645                                        |
| 2015 | 2015                                       |                                            | 645                                        | 645                                        |
| 2019 | 2019                                       |                                            | 604                                        | 604                                        |
| Datenquelle: Historisches Gemeindeverzeichnis für Hessen: Die Bevölkerung der Gemeinden 1834 bis 1967. Wiesbaden: Hessisches Statistisches Landesamt, 1968. Weitere Quellen: LAGIS, nach 1970: Gemeinde Breitscheid (siehe webarchiv; mehrere Werte.); Zensus 2011 |                                            |                                            |                                            |                                            |

Historische Religionszugehörigkeit
| • 1885: | 251 evangelische (= 100 %) Einwohner                               |
| • 1961: | 465 evangelische (= 88,40 %), 53 katholische (= 10,08 %) Einwohner |

## Politik
Für Erdbach besteht ein Ortsbezirk (Gebiete der ehemaligen Gemeinde Erdbach) mit Ortsbeirat und Ortsvorsteher nach der Hessischen Gemeindeordnung. Der Ortsbeirat besteht aus fünf Mitgliedern. Bei den Kommunalwahlen in Hessen 2021 betrug die Wahlbeteiligung zum Ortsbeirat 51,05 %. Alle Kandidaten gehörten der CDU an. Der Ortsbeirat wählte Arnd Kureck (CDU) zum Ortsvorsteher.

## Kultur und Sehenswürdigkeiten

### Naturräume
Seit Mai 2009 wird das Herbstlabyrinth-Adventhöhle-System als Schauhöhle betrieben. Das Herbstlabyrinth zählt zu den größten Höhlen Deutschlands. Es wurde erst 1993 entdeckt und seitdem von der speläologischen Arbeitsgemeinschaft Hessen erforscht.
Am Rand von Erdbach entspringt der gleichnamige Bach, der am Kleingrubenloch in die Erde verschwindet und erst nach 14–34 Stunden Fließdauer in 1.200 m Entfernung wieder austritt. Dieses Erdbach-Schwinde genannte Phänomen zog früh Archäologen nach Erdbach, die zunächst in den heute frei zugänglichen Steinkammern im Rolsbachtal gruben. Erst 1965 wurde dann aber die eigentliche Erdbachhöhle erstmals betreten und in den folgenden dreißig Jahren erforscht.
Am Austritt des Erdbachs befindet sich heute das Fossilienschutzgebiet Homberg. Viele Versteinerungen, die hier gefunden wurden, belegen, dass vor ca. 350 Mio. Jahren Erdbach ein Wattenmeer war. Wissenswertes zur Erdgeschichte vermittelt der Karstlehrpfad, der über 15 Stationen u. a. auch am Museum „Erdbachium“ vorbeiführt.

## Erbach
Erbach hatte eine Station an der heute stillgelegten Westerwaldquerbahn 
(Herborn-Bahnhof Rennerod-Westerburg-Wallmerod-Montabaur).

### Kulturdenkmäler
Die denkmalgeschützte Kapelle stammt aus der zweiten Hälfte des 13. Jahrhunderts.

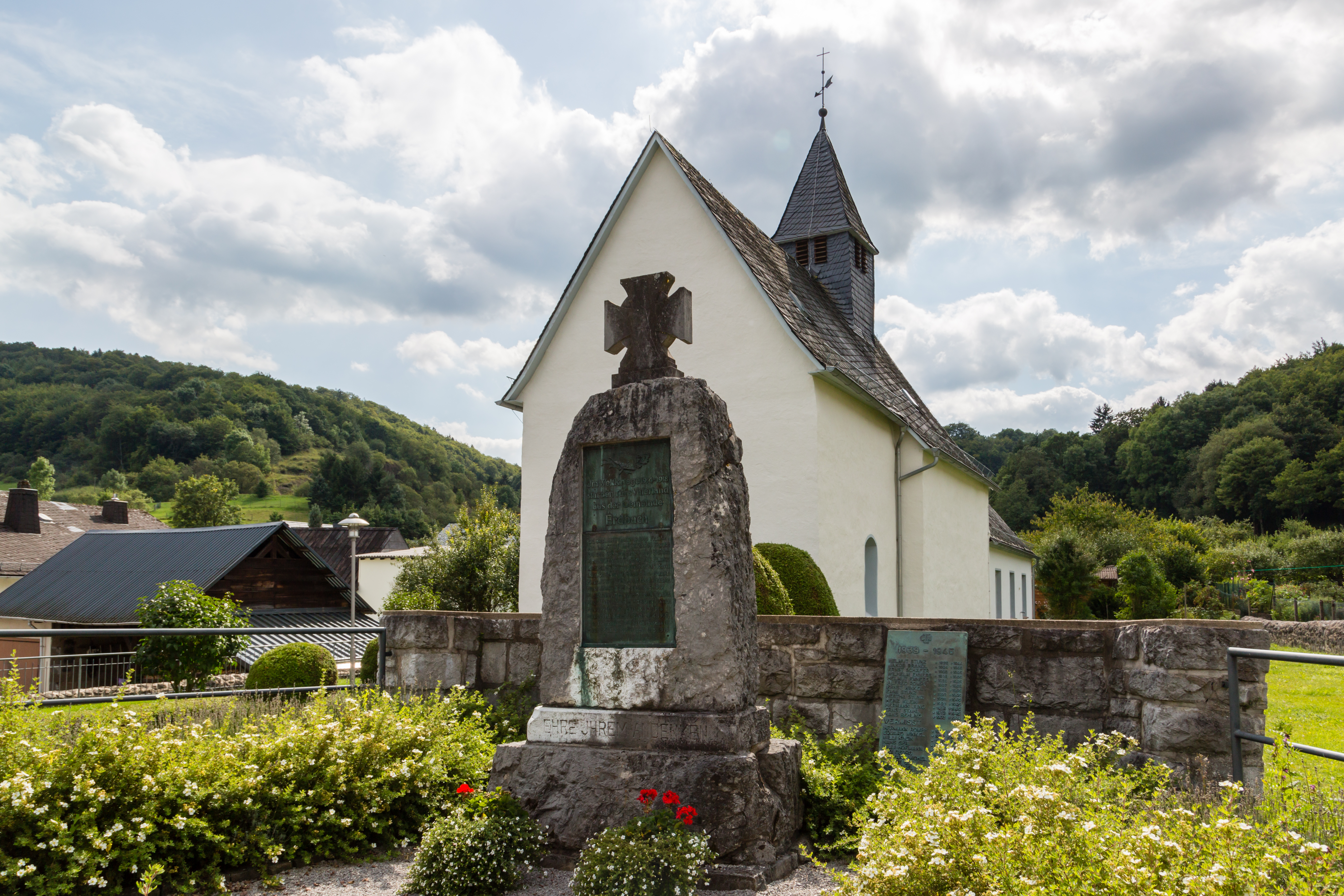
Erdbacher Kapelle
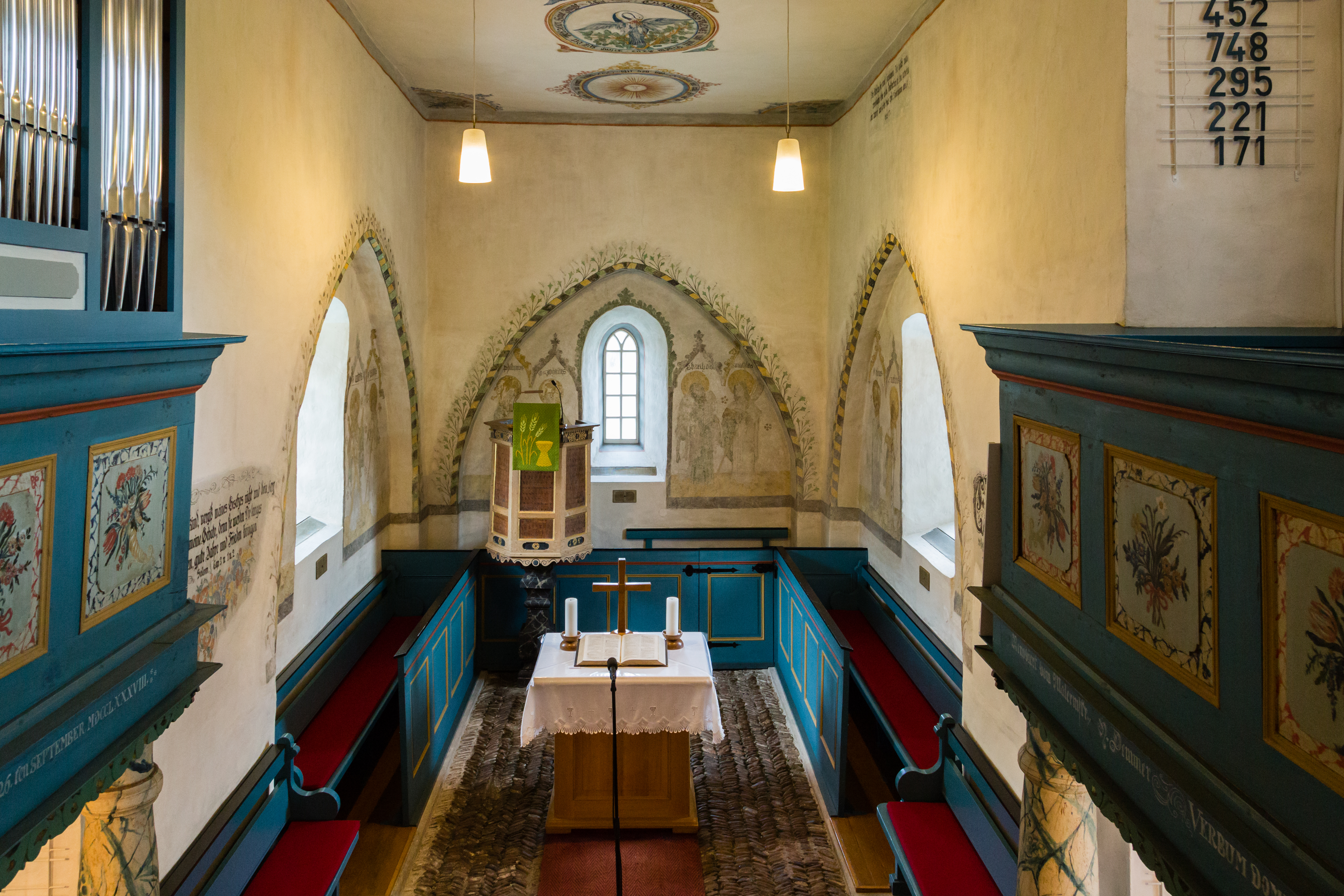
Erdbacher Kapelle, Innenansicht

Für die anderen Kulturdenkmäler des Ortes siehe die Liste der Kulturdenkmäler in Erdbach.